# Mark Dion

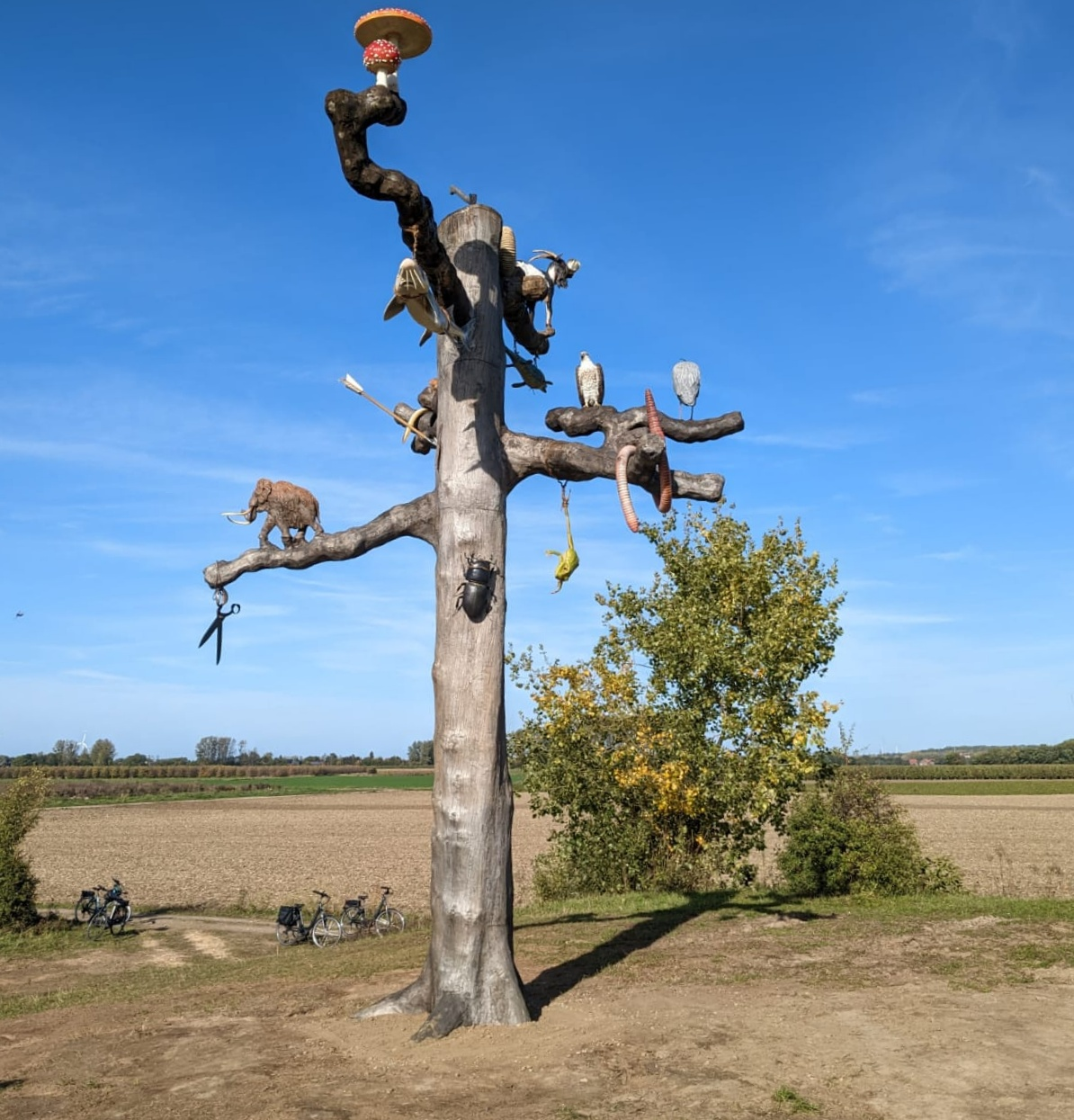
Tree of Life, 2022

Mark Dion (New Bedford, 28 augustus 1961) is een Amerikaanse installatiekunstenaar.

## Leven en werk
Dion werd in 1961 in New Bedford geboren. Hij begon zijn loopbaan als restaurator. In 1984 begon hij met een opleiding aan de School of Visual Arts in New York. Naast zijn werk als uitvoerend kunstenaar is Dion als docent verbonden aan het Visual Arts Department van de Columbia-universiteit in Manhattan.

### 11Fountains
Dion is een van de ontwerpers van een fontein in het kader van het 11Fountainsproject in Friesland. In de elf Friese steden worden ter gelegenheid van "Leeuwarden, culturele hoofdstad van Europa 2018", elf fonteinen geplaatst, die zijn ontworpen door kunstenaars van diverse nationaliteiten. De visfontein in Stavoren is een ontwerp van Dion. Met dit ontwerp verwijst Dion naar de geschiedenis van Stavoren als zeehaven en met de vis naar het verhaal van het Vrouwtje van Stavoren.
- Bibsys: 97050818
- Bibliothèque nationale de France: cb14523047c (data)
- Gemeinsame Normdatei: 119312883
- International Standard Name Identifier: 0000 0001 0788 2876
- Library of Congress Control Number: nr98011271
- Nationale Bibliotheek van Tsjechië: xx0144141
- Nationale Bibliotheek van Israël: 987007509732705171
- Nederlandse Thesaurus van Auteursnamen: 162396228
- RKD-Nederlands Instituut voor Kunstgeschiedenis: 132609
- SNAC: w66h4q1h
- Système universitaire de documentation: 061400238
- Trove: 852088
- Union List of Artist Names: 500116128
- Virtual International Authority File: 118096497
- WorldCat: E39PBJrCgtPvxV96fBxGdhJJjC